# Das erstaunliche Abenteuer der Expedition Barsac

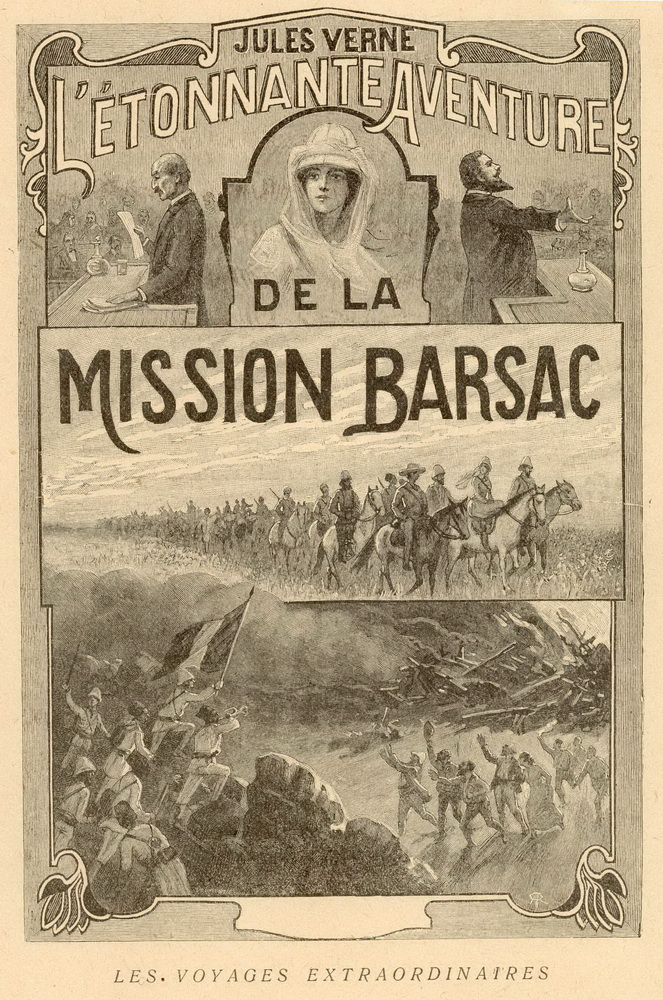
Titelseite der französischen Originalausgabe mit einer Illustration des Zeichners George Roux

Das erstaunliche Abenteuer der Expedition Barsac (deutschsprachiger Titel auch Die erstaunlichen Abenteuer der Expedition Barsac oder Das erstaunliche Abenteuer der Mission Barsac) ist ein Roman des französischen Autors Jules Verne. Jules Verne verfasste Notizen und ein 50-seitiges Manuskript, das aus fünf Kapiteln bestand. Das 5. Kapitel war nur etwa eineinhalb Seiten lang und endete etwa in der Mitte. Die von Jules Verne hinterlassenen Unterlagen wurden von Michel Verne stark überarbeitet und nach dessen Vorstellungen vervollständigt. Die französische Originalausgabe erschien 1919 unter dem Titel L’étonnante aventure de la Mission Barsac im Verlag Hachette in Paris. 1914 hatte Pierre-Jules Hetzel seinen Verlag an Hachette verkauft.

## Handlung in dem von Jules Verne verfassten Abschnitt
Der Roman beginnt mit einem Banküberfall auf die Central Bank in London. Der Überfall trägt die Handschrift eines Sohnes Lord Buxton Glenors. Der Verdächtige Lewis-Robert Buxton verschwindet von der Bildfläche. Der zweite Sohn des Lords, George wird verdächtigt unehrenhaft vom militärischen Schutz einer Forschungsgruppe in Afrika zum Chef einer Bande aufgestiegen zu sein. Er soll durch Raub und Mord eine Blutspur hinterlassen haben. Lord Buxton Glenor ist am Boden zerstört. Er hat darüber hinaus seinen Pflegesohn William Ferney nach dessen Teilnahmen an Glücksspielen und der Fälschung von Wechseln weggeschickt. Dieser war ein mit in die Ehe gebrachter Sohn seiner zweiten Frau.
Die Mission Barsac soll im Auftrag der französischen Regierung erkunden, ob die Eingeborenen in Französisch-Sudan schon genügend zivilisiert sind, um das Wahlrecht zu erhalten. Diese von rassistischen Vorurteilen geprägte Ausgangssituation wird in der Handlung aber nicht widerlegt. Die außerparlamentarische Mission wird als Expedition in Konakry, der damaligen Hauptstadt von Französisch-Guinea zusammengestellt. Es melden sich noch zwei Interessenten für die Teilnahme an der Expedition. Dies sind Jane Mornas und ihr Begleiter, der etwas kauzige de Saint-Bérain. Jane Mornas ist in Wirklichkeit Jane Buxton, eine Tochter Lord Buxton Glenors, die ihren Bruder rehabilitieren will.

## Handlung in dem von Michel Verne verfassten Abschnitt
Die Teilnehmer der Expedition geraten in mehrere Abenteuer, in denen sie aus Ritterlichkeit gegenüber der reizenden mutigen Mademoiselle Mornas handeln. Die von den Schwarzen Malik und Tongané versorgten Expeditionsteilnehmer registrieren nach kurzer Zeit, dass ein geheimnisvoll agierender Gegner ihre Wege und Entscheidungen beeinflusst. Der Journalist Amédée Florence schreibt die Erlebnisse auf und beobachtet seine Umgebung mit Sorge. Seine Vorsicht kann nicht verhindern, dass die Expedition von der zu ihrem Schutz mitreisenden Truppe getrennt wird. Schließlich wird der Kern der Expeditionsteilnehmer mit der Hilfe von geheimnisvollen Flugobjekten entführt. Die Teilnehmer der Expedition kommen in der Mitte der Wüste in eine ihnen völlig unbekannte Stadt. Die Stadt Blackland ist ein technisches Wunderwerk, das von dem alkoholabhängigen Verbrecher Harry Killer geschaffen wurde. Dieser nimmt die Expeditionsteilnehmer als Geiseln um seine kriminellen Machenschaften sicherzustellen. Er hat sich mit Terror einen ganzen Landstrich mitten in der Wüste unterworfen. Diesen hat er zu einem blühenden Nutzland entwickelt. Hinter den technologisch fortschrittlichen Lösungen steht das Genie des französischen Ingenieurs Camaret. Camaret baut und entwickelt ständig neue Maschinen, Technologien und Waffen. Er hinterfragt nicht, was mit seinen Lösungen geschieht. Die gefangenen Expeditionsteilnehmer entkommen in Blackland dem direkten Zugriff von Killer und werden von Camaret aufgenommen. Sie öffnen diesem die Augen über die Folgen seiner Entwicklungen, daraufhin zerstört dieser Blackland.
Harry Killer entpuppt sich als der verstoßene Stiefsohn William Ferney von Lord Buxton. Dieser hat Lewis-Robert Buxton unter seine Gewalt gebracht um diesen in Verdacht zu bringen die Central Bank in London überfallen zu haben. In Wirklichkeit ist Harry Killer alias William Ferney für den Überfall verantwortlich. George Buxton hat er ermordet, um unter dessen Namen seine Taten ausführen zu können. Jane Buxton kann ihre beiden Brüder rehabilitieren und dies ihrem Vater Lord Buxton Glenor vor dessen Tod noch mitteilen.